# Gasthaus Zum Schwan (Büdingen)
Das ehemalige Gasthaus Zum Schwan ist ein spätgotischer Massivbau in der Altstadt der hessischen Stadt Büdingen, das auch als Herberge und für Verteidigungszwecke diente. Es steht als Kulturdenkmal unter Denkmalschutz und beherbergt heute das 50er-Jahre-Museum.

## Lage
Das Gebäude befindet sich im Zentrum der heutigen Altstadt von Büdingen und ist am Marktplatz unter der Adresse „Auf dem Damm 3“ verzeichnet. Es steht an der Grenze zwischen der ursprünglichen Altstadt und der mittelalterlichen Erweiterung, der Neustadt. Am Marktplatz ist es eines der Eckgebäude und dominiert diesen Teil des städtischen Bereiches durch seine Größe und die steinerne Bauweise.

## Geschichte
Der Beginn des Hausbaues ist wahrscheinlich auf das Jahr 1490 oder wenig später zu datieren. Da unter dem Haus keine Grabungen durchgeführt werden können, ist dies nur an den zwei unterschiedlichen Sorten von Sandstein abzuleiten – diese These ist allerdings nicht bestätigt.
Der Bau des Hauses diente gleich mehreren Zwecken: Neben der Funktion als Gasthaus und Herberge diente das Gebäude für Verteidigungszwecke der Stadt und der Burg. Durch seine ausgewählte Lage zwischen der Burg und früherem Bachlauf deckte das Haus die Burg vor einem direkten Pfeilbeschuss. Gleichzeitig diente das Gebäude nahe dem angenommenen Brennpunkt Nordtor bei möglichen Angriffen als Kommandozentrale. Diese Aufgabe spiegelte sich der Gestaltung des Gebäudes: Die Eingangspforte lag nicht an der Hauptstraße, sondern in einer kleinen Nebengasse, die heute noch den Namen „Im Sack“ trägt. Der Pfortenbau wurde 1839 abgerissen da man sich nur noch ein einfaches Dach leisten konnte. Der Umriss des einstigen Pfortenbaus war noch bis in die 1950er Jahre im Putz zu sehen.
In der Funktion als Gasthaus war der Schwan das erste Gasthaus in der Stadt und wurde als Herberge für die Unterbringung der Gäste von Herrschaft, Stadt und Bürgern genutzt. Im Erdgeschoss befand sich die Gaststätte, in den oberen Geschossen waren Gästezimmer eingerichtet. Der Name „Zum Schwan“ soll sich vom Schild eines Ritters ableiten, der es dort hängen ließ. In der Stadt selbst wurde es zumeist nach dem Namen des jeweiligen Pächters benannt.
Das Haus gehörte der Stadt Büdingen, was sich im Laufe der Jahrhunderte durch die überlieferten Rechnungen für Reparaturen und Instandhaltungen sowie Verfügungen nachweisen lässt. Um 1820 wurden dem Gebäude zudem fünf Dachgauben aufgesetzt, wohl, um zusätzlichen Platz für Gästezimmer zu schaffen. 1841 verkaufte die Stadt das Haus an den damaligen Pächter, das damit in private Hände überging.

## Baubeschreibung
Das giebelständige Gebäude wurde aus Bruchsteinen gemauert, hat drei Stockwerke und darüber ein zweigeschossiges Satteldach. Im unteren der beiden Dachgeschosse sind auf beiden Seiten 1820 insgesamt fünf Dachgauben eingefügt worden. Am rückseitigen Giebel sind Reste des ursprünglichen Staffelgiebels erhalten, ebenso profilierte Fenster- und Portalgesimse. Die Fassade ist nicht verputzt, die Bruchsteinmauern liegen frei.
Unter Denkmalschutz gestellt wurde das Gebäude aus geschichtlichen, künstlerischen und städtebaulichen Gründen.